# Búsqueda de patrones (optimización)

Ejemplo de convergencia de un método de búsqueda directa sobre la función de Broyden. En cada iteración, el patrón se mueve al punto que minimiza mejor su función objetivo o se reduce de tamaño si ningún punto es mejor que el punto actual, hasta que se logra la precisión deseada o el algoritmo alcanza un número predeterminado de iteraciones.

La búsqueda de patrones (conocida también como búsqueda directa, búsqueda sin derivados o búsqueda de caja negra) es una familia de métodos de optimización numérica que no requiere un gradiente. Como resultado, se puede usar en funciones que no son continuas o diferenciables. Uno de estos métodos de búsqueda de patrones es la «convergencia», que se basa en la teoría de las bases positivas. La optimización intenta encontrar la mejor coincidencia (la solución que tiene el valor de error más bajo) en un espacio de posibilidades del análisis multidimensional.

## Historia
El nombre de «búsqueda de patrones» fue acuñado por Hooke y Jeeves. Una variante temprana y sencilla se atribuye a Fermi y Metropolis cuando trabajaban en el Laboratorio Nacional de Los Álamos. Es descrito por Davidon, de la siguiente manera:

Variaron un parámetro teórico al mismo tiempo, por pasos de la misma magnitud y cuando ningún parámetro aumentó ni disminuyó, mejoraron aún más el ajuste a los datos experimentales, redujeron a la mitad el tamaño del paso y repitieron el proceso hasta que los pasos se consideraron suficientemente pequeños.

## Convergencia
La convergencia es un método de búsqueda de patrones propuesto por Yu, quien demostró que converge utilizando la teoría de las bases positivas. Más tarde, Torczon, Lagarias et al. utilizaron técnicas de base positiva para demostrar la convergencia de otro método de búsqueda de patrones en clases de funciones específicas. Fuera de tales clases, la búsqueda de patrones es una heurística que puede proporcionar soluciones aproximadas útiles para algunos problemas, pero puede fallar en otros. La búsqueda de patrones no es un método iterativo que converge en una solución; de hecho, los métodos de búsqueda de patrones pueden converger en puntos no estacionarios en algunos problemas relativamente sencillos.